# Anopsicus chickeringi
Anopsicus chickeringi är en spindelart som beskrevs av Willis J. Gertsch 1982. Anopsicus chickeringi ingår i släktet Anopsicus och familjen dallerspindlar.
Artens utbredningsområde är Panama. Inga underarter finns listade i Catalogue of Life.